# Dealu (okręg Harghita)
Dealu (węg. Oroszhegy) – wieś w Rumunii, w okręgu Harghita, w gminie Dealu. W 2011 roku liczyła 1849 mieszkańców.